# Batusalang
Batusalang is een bestuurslaag in het regentschap Bondowoso van de provincie Oost-Java, Indonesië. Batusalang telt 1670 inwoners (volkstelling 2010).